# 馬丁頓鎮區 (伊利諾伊州易洛魁縣)
馬丁頓鎮區（英語：Martinton Township）是位於美國伊利諾伊州易洛魁縣的一個行政鎮區。

## 地方資料
根據2010年美國人口普查的數據，馬丁頓鎮區的面積為140.90平方千米，當中陸地面積為140.40平方千米，而水域面積為0.50平方千米。當地共有人口904人，而人口密度為每平方千米6.42人。